# Président de la république du Soudan du Sud
Le président de la république du Soudan du Sud (en anglais : President of the Republic of South Sudan) est le chef d'État et chef du gouvernement du Soudan du Sud. La fonction est créée lors de l'accession à l'indépendance du pays, le 9 juillet 2011.
Le titulaire actuel est Salva Kiir du Mouvement populaire de libération du Soudan, depuis le 9 juillet 2011.

## Historique
La région du Soudan du Sud devient autonome pour la première fois, au sein du république du Soudan, en 1972, grâce à l'accord d'Addis-Abeba destiné à mettre fin à la première guerre civile soudanaise. La nouvelle région autonome du Soudan du Sud compte cinq présidents jusqu'en 1983, lorsque le gouvernement central à Khartoum révoque son autonomie.
Le statut d'autonomie est de nouveau acquise le 9 janvier 2005 après les accords de Naivasha, entre la rébellion sudiste menée par l'Armée populaire de libération du Soudan (SPLA) de John Garang et le gouvernement de Khartoum, mettant fin à la seconde guerre civile soudanaise. Ces accords confèrent une large autonomie aux dix États sudistes au sein du Soudan. Garang devient alors le premier président du gouvernement de la nouvelle région autonome, jusqu'à sa mort 21 jours plus tard dans un accident d'hélicoptère.
Son successeur à la présidence du gouvernement régional, Salva Kiir, devient le premier président de la république du Soudan du Sud, après l'accession de la région à l'indépendance le 9 juillet 2011. Le mandat de Kiir en tant que président a officiellement pris fin en 2015, mais les amendements constitutionnels de 2018 et le gouvernement d'unité nationale de transition revitalisé (en) (RTGoNU) formé en 2020 prolonge son mandat jusqu'en 2023, puis une nouvelle fois en 2024, afin d'assurer la période de transition et du fait de la guerre civile sud-soudanaise de 2013 à 2020,. Le 13 septembre 2024, le président Salva Kiir prolonge la période transition de deux ans qui doit s'achever par la tenue d'une élection présidentielle en décembre 2026.

## Système électoral
Le président de la République est élu au scrutin uninominal majoritaire à deux tours pour un mandat de quatre ans, renouvelable. Si aucun candidat n'obtient plus de la moitié des suffrages valablement exprimés, un autre tour doit être organisé dans les 60 jours entre les deux candidats qui ont obtenu le plus de voix,,.
Pour être éligible, un candidat doit être citoyen sud-soudanais de naissance, être « sain d'esprit », être âgé d'au moins 40 ans ou plus, savoir lire et écrire et ne pas avoir été condamné pour une infraction pénale impliquant « fraude, malhonnêteté ou turpitude morale ». Les candidats doivent également obtenir les signatures de 10 000 électeurs répartis dans au moins sept États, à raison d'au moins 200 électeurs par État,.

## Liste des présidents

### Président du gouvernement de la région autonome (2005-2011)
| No | Portrait    | Titulaire (Naissance-mort) | Mandat          | Mandat                             | Mandat                    | Parti politique | Parti politique |
| No | Portrait    | Titulaire (Naissance-mort) | Début           | Fin                                | Durée                     | Parti politique | Parti politique |
| -- | ----------- | -------------------------- | --------------- | ---------------------------------- | ------------------------- | --------------- | --------------- |
| 1  | John Garang | John Garang (1945-2005)    | 9 juillet 2005  | 30 juillet 2005 (mort en fonction) | 21 jours                  |                 | SPLM            |
| 2  | Salva Kiir  | Salva Kiir (né en 1951)    | 30 juillet 2005 | 9 juillet 2011                     | 5 ans, 11 mois et 9 jours |                 | SPLM            |

### Président de la république du Soudan du Sud (depuis 2011)
| No | Portrait   | Titulaire (Naissance-mort) | Mandat         | Mandat   | Mandat            | Parti politique | Parti politique |
| No | Portrait   | Titulaire (Naissance-mort) | Début          | Fin      | Durée             | Parti politique | Parti politique |
| -- | ---------- | -------------------------- | -------------- | -------- | ----------------- | --------------- | --------------- |
| 1  | Salva Kiir | Salva Kiir (né en 1951)    | 9 juillet 2011 | en cours | 14 ans et 9 jours |                 | SPLM            |